# Tobias Christl

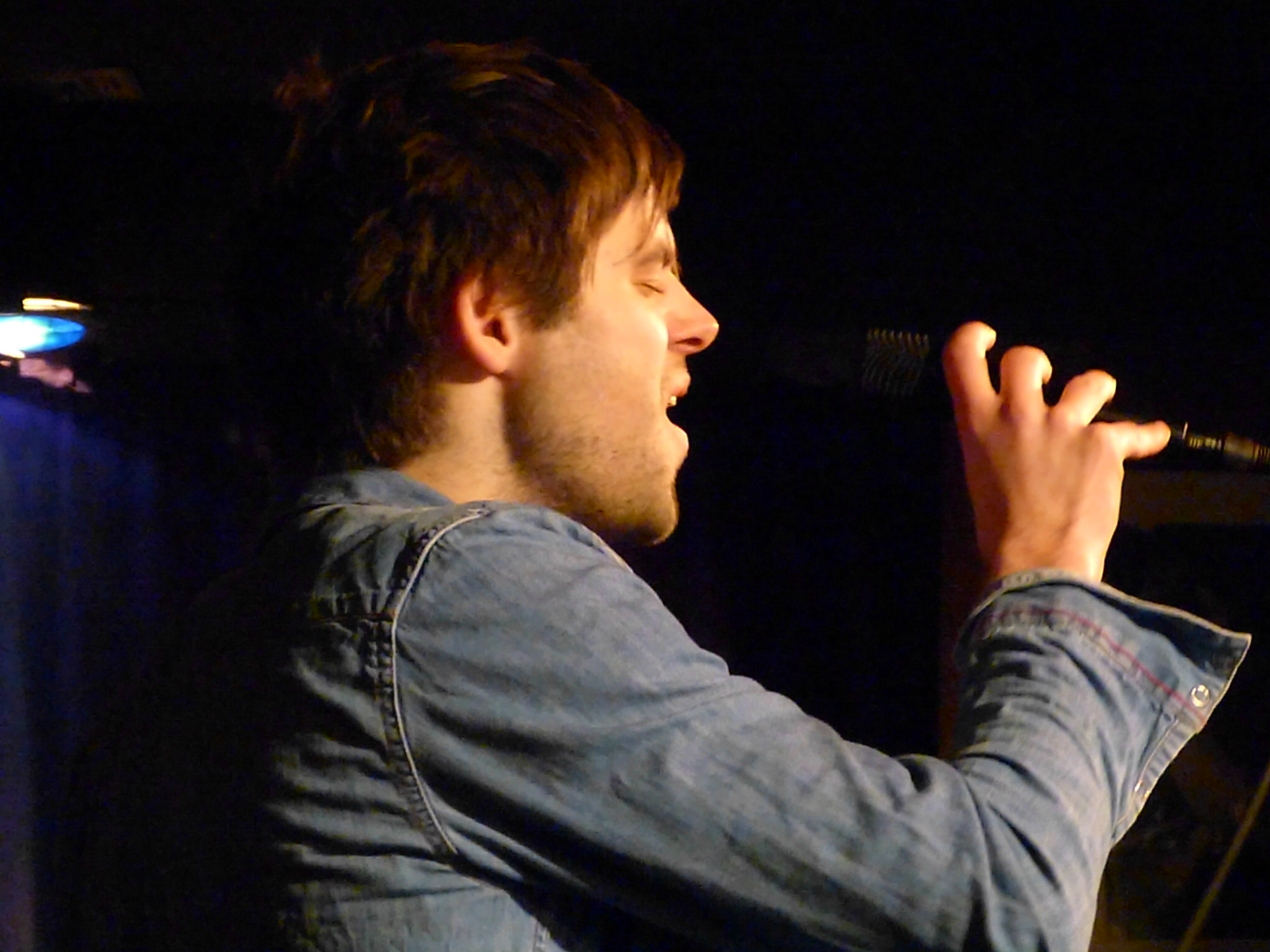
Tobias Christl im Berliner A-Trane (Dezember 2012)

Tobias Christl (* 7. März 1978) ist ein deutscher Sänger (auch Klavier, Keyboards, Klarinette und Gitarre), Songwriter und Komponist.

## Leben und Wirken
Christl stammt aus einem Dorf nahe Augsburg und studierte von 2001 bis 2009 Gesang und Schulmusik an den Musikhochschulen in Würzburg, Nürnberg, Köln und Weimar. 2011 erhielt er ein Stipendium des DAAD und studierte ein Jahr in New York City. Er etablierte verschiedene Projekte, im Bereich des Jazz neben dem aus der Arbeit im Bujazzo entstandene Vokalensemble Klangbezirk (dem er bis 2008 angehörte) seine Lieblingsband (mit Pablo Held, Robert Landfermann, Tobias Hoffmann, Niels Klein und Jonas Burgwinkel) und für die Interpretation von Popsongs mit einer Jazzhaltung die Band Wildern um Matthias Akeo Nowak, Sebastian Müller, Etienne Nillesen und Peter Ehwald. Eigene deutschsprachige Popmusik singt er mit seiner Band Herbe Sahne, die mit ihrem Video zu „Flieger“ den German Music Award 2012 gewann. Ferner spielte er mit Jürgen Friedrich, Simon Nabatov, Mats-Up, Maxime Bender, Frederik Köster, der U.F.O. Big Band unter Leitung von Dieter Glawischnig, Cosmono (Mountains & Craters), dem Theaterensemble des Schauspielhauses Köln und vielen anderen.
Christl gehörte zu den Gründern des Kölner Jazzkollektivs KLAENG, das seit 2010 jährlich ein Festival organisiert. Ab 2022 unterrichtete er Jazz- und Popgesang an der Hochschule für Musik Würzburg (zuvor hatte er Lehraufträge an der Universität der Künste Berlin, dem IfM Osnabrück, der HfM Köln und dem Institut für Musik und Medien der Robert Schumann Hochschule Düsseldorf).

## Diskographische Hinweise
- Klangbezirk: Vokale und Konsonanten (Eigenvertrieb, 2007)
- Blassportgruppe Südwest: Steil (Jazzhaus Records, 2010)
- Tobias Christl Lieblingsband: Dieb im eigenen Haus (Ajazz/NRW Records, 2010)
- Matthias Spillmann Mats-Up spielt Psalmen von Said (Unit Records, 2012, mit Marc Méan, Raffaele Bossard, Reto Suhner, Dominic Egli)
- Verschmelzung (Traumton, 2013)
- Herbe Sahne Sorry das Album (Traumton 2014)
- Wildern (Act 2014)[2]